# The Fabulous Baker Boys
The Fabulous Baker Boys (bra: Susie e os Baker Boys; prt: Os Fabulosos Irmãos Baker) é um filme estadunidense de 1989, do gênero drama, dirigido e roteirizado por Steven Kloves.

## Sinopse
Frank e Jack são dois irmãos de Seattle que tocam piano juntos desde a infância. Suas apresentações em bares estão cada vez mais perdendo público e, em conseqüência, eles são cada vez menos chamados para tocar. Os irmãos decidem então contratar uma cantora para participar do número deles. Após testar trinta e sete candidatas, acabam escolhendo Susie Diamond. Ela acaba se envolvendo com Jack, criando atritos entre os dois irmãos.

## Elenco
- Michelle Pfeiffer .... Susie Diamond
- Jeff Bridges .... Jack
- Beau Bridges .... Frank
- Ellie Raab .... Nina
- Xander Berkeley .... Lloyd
- Jennifer Tilly .... Blanche Moran

## Principais prêmios e indicações
Oscar 1990 (EUA)
- Indicado para 4 Oscars: Melhor Atriz (Michelle Pfeiffer), Melhor Fotografia, Melhor Trilha Sonora Original e Melhor Edição.

Globo de Ouro 1990 (EUA)
- Vencedor na categoria de Melhor Atriz em Drama (Michelle Pfeiffer).
- Indicado na categoria de Melhor Trilha Sonora.

Grammy 1990 (EUA)
- Ganhou o troféu na categoria de Melhor Trilha Sonora Instrumental - TV/Cinema.

BAFTA 1991 (Reino Unido)
- Vencedor na categoria Melhor Som.
- Indicado nas categorias de Melhor Atriz (Michelle Pfeiffer) e Melhor Trilha Sonora.

## Trilha sonora
A trilha sonora de Susie e os Baker Boys foi produzida por Dave Grusin e Joel Sill, com vocais de Michelle Pfeiffer e instrumentos de Ernie Watts (saxofone), Sal Marquez (trompete), Lee Ritenour (guitarra) e Brian Bromberg (baixo).
As canções são:
1. Main Title (Tema do personagem Jack) - Dave Grusin
2. Welcome to the Road - Dave Grusin
3. Makin' Whoopee - Michelle Pfeiffer nos vocais
4. Susie and Jack - Dave Grusin
5. Shop Till You Bop - Dave Grusin
6. Soft on Me - Dave Grusin
7. Do Nothin' Till You Hear from Me - The Duke Ellington Orchestra
8. The Moment of Truth - Dave Grusin
9. Moonglow - Benny Goodman Quartet (gravação original de 21 de agosto de 1936)
10. Lullaby of Birdland - The Earl Palmer Trio
11. My Funny Valentine - Michelle Pfeiffer (nos vocais)